# Stare Bojanowo
Stare Bojanowo (pol. hist. Bojanowo) – wieś w Polsce położona w województwie wielkopolskim, w powiecie kościańskim, w gminie Śmigiel. Leży na prawym brzegu doliny Samicy na wys. 75–90 m n.p.m., ok. 4 km na wschód od Śmigla.

## Historia
Miejscowość pierwotnie związana była z Wielkopolską. Ma metrykę średniowieczną i istnieje co najmniej od XIII wieku. Po raz pierwszy wymieniana w dokumencie zapisanym po łacinie z 1298 jako Boianowo, 1391 Boyanowo, 1397 Boenewicz, 1485 Boganowo.
Okolice zasiedlone były jednak wcześniej niż odnotowują to historyczne dokumenty. Archeolodzy zlokalizowali w pobliżu wsi grodzisko datowane na ok. V-XII wiek, które mogło funkcjonować nawet do XIII wieku. Znajduje się ono przy błotnistej dolinie rzeki Samicy około pół kilometra na południe od Przysieki Polskiej. W pobliżu grodziska odnaleziono także ślady osad wczesnohistorycznych.
Wieś Stare Bojanowo była własnością rycerską, a później szlachecką należącą do lokalnej szlachty wielkopolskiej z rodu Bojanowskich, którzy od nazwy wsi utworzyli swoje odmiejscowe nazwisko.  W 1409 miejscowość należała do powiatu kościańskiego Korony Królestwa Polskiego. Od 1389 była siedzibą własnej parafii, a w 1510 należała do dekanatu Kościan.
Miejscowość początkowo była własnością Szaszorów, którzy w połowie XIII wieku osiedlili się w okolicach Koszanowa. Z końcem XIV wieku właścicielem został przybyły ze Śląska Gunter Pradel herbu Junosza, założyciel rodu Bojanowskich, który przyjął nazwisko od nazwy miejscowości. W 1298 odnotowany został kopiec graniczny pomiędzy wsiami Stare Bojanowo, Przesieka oraz Żydowo. W 1396 odnotowana została imiennie Świętocha młynarka ze Starego Bojanowa.
Na przełomie XIV i XV wieku właścicielami we wsi byli bracia Sędziwój oraz Andrzej Bojanowscy. W 1412 Andrzej zapowiedział w sądzie ziemskim swoje dziedziny: Stare Bojanowo, Żydowo oraz Ostrów. W 1420 toczył spór sądowy z Przybysławem z Brenna, do którego należała sąsiednią wieś Bruszczewo. Sprawa dotyczyła lokalizacji kopca narożnego pomiędzy wsiami Bruszczewo, Stare Bojanowo oraz Ostrów. W 1423 Andrzej Bojanowski zawarł pod umowną karą w wysokości 40 grzywien ugodę polubowną ze stolnikiem poznańskim Przybysławem Gryżyńskim. Ugoda ta dotyczyła podziału kosztów i zysków z grobli oraz młyna pomiędzy Starym Bojanowem, a Bruszczewem. Według niej naprawę grobli miały finansować obie strony w wysokości po 1/3 wraz z młynarzem, a nakłady na młyn obciążać ich miały po połowie. Natomiast dochody z młyna, po odliczeniu części młynarza, również dzielone miały być po połowie. W 1435 Andrzej Bojanowski zapisał swojej żonie Klimce po 200 grzywien posagu oraz wiana na Starym Bojanowie oraz na Czyżewie.
W połowie XV wieku właścicielami we wsi byli bracia rodzeni oraz bracia niedzielni Andrzej, Jan i Wincenty Bojanowscy. W 1449 Andrzej Bojanowski zapisał swojej żonie Annie po 100 grzywien posagu oraz wiana na połowie Starego Bojanowa. W 1470 zapisał jej także inne majętności we wsi dzięki czemu zachował się opis okolic wraz ze starym, lokalnym nazewnictwem. Zapisał on żonie po 100 kóp posagu i wiana na połowie Starego Bojanowa, na części młyna, na zapustach zwanych Olszewe, na gaju zwanym Podbłotnym, na łąkach, wyłączając w to łąki zwane Ostrów, Toboła, Smug Graniczny i Smug Pośredni.  W 1510 Jan Bojanowski dokonał podziału dóbr ze swoim bratem Mikołajem: Jan otrzymał Stare Bojanowo z łąką Ostrów i dąbrowami o nazwie Zapartek, zaś Mikołaj otrzymał wsie Żydowo, Parska, Spławie i Poświętne.
Miejscowość odnotowały historyczne rejestry podatkowe. W 1510 we wsi było 8,5 łana osiadłego, 5 łanów opuszczonych oraz folwark należący do dwóch dziedziców, karczma z wyszynkiem oraz opuszczony wiatrak. Zanotowano także, że 5 zagrodników płaciło za użytkowanie gruntów po 6 groszy. W 1521 płatnikiem podatków był Stanisław Bojanowski, a w latach 1521-1542 Andrzej Bojanowski. W 1530 miał miejsce pobór z 6 łanów. W 1563 pobrano podatki z 12 i 1/4 łana, od karczmy dorocznej, młyna dorocznego o jednym kole walnym, a także wiatraka dorocznego, 5 komorników oraz jednego rzemieślnika. W 1581 pobór odbył się z 12 i 3/4 łana, 4 komorników płaciło po 8 groszy, dwóch komorników płaciło po dwa grosze. Pobrano także opłaty od trzech łanów opuszczonych, młyna dorocznego, wiatraka dorocznego, dwóch kolonistów oraz trzech rzemieślników. 

W XVI wieku wyniku wpływów na dworze królewskim Bojanowscy uzyskali od Stefana Batorego w 1583 przywilej, który "dozwolił Stanisławowi Bojanowskiemu, leżącą w powiecie kościańskim wieś Bojanowo podnieść na stopień miasta" - co niestety nie zostało zrealizowane. W 1575 roku Jan Bojanowski ufundował tu zbór luterański, który upadł w 1615 roku (odebrany przez katolików).

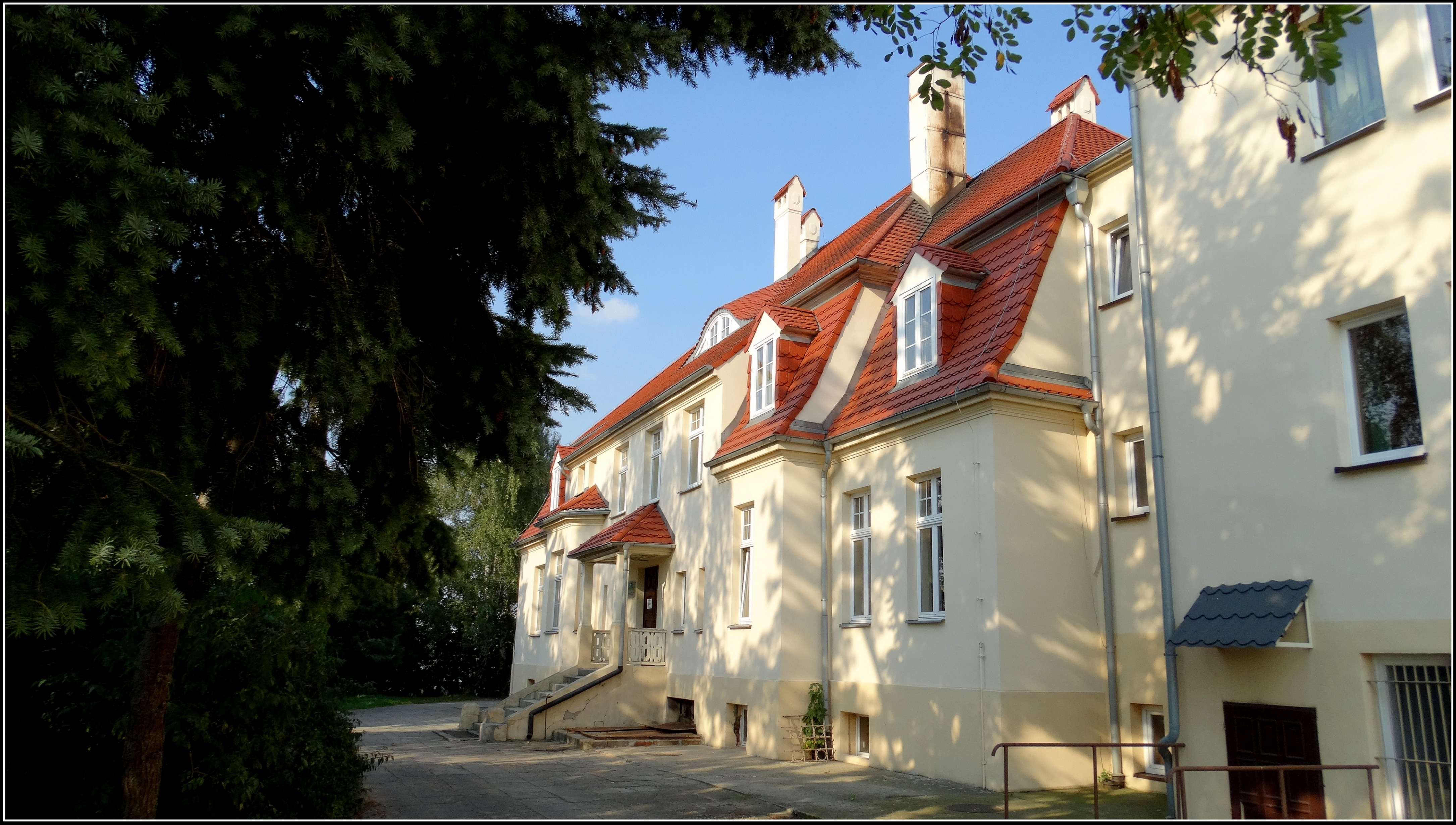
Dwór Gernothów z XIX/XX w.

 W 1582 miał miejsce proces o odnowienie granic pomiędzy wsiami Stare Bojanowo i Przesieka.
Po rozbiorach Polski miejscowość wraz z całą Wielkopolską znalazła się w zaborze pruskim. W okresie Wielkiego Księstwa Poznańskiego (1815-1848) miejscowość wzmiankowana jako Bojanowo stare należała do wsi większych w ówczesnym pruskim powiecie Kosten rejencji poznańskiej. Bojanowo stare należało do okręgu śmigielskiego tego powiatu i stanowiło siedzibę majątku Bojanowo stare, który należał wówczas do księżnej z rodu Hohenzollern. Według spisu urzędowego z 1837 roku Bojanowo stare liczyło 347 mieszkańców, którzy zamieszkiwali 39 dymów (domostw).
Wieś do początku XIX wieku była rodzinnym gniazdem Bojanowskich, którzy posiadali ją do około 1800 roku. W XIX wieku przeszła na własność Bironów Kurlandzkich, a następnie do 1945 należała do niemieckiej rodziny Gernothów i wtedy miejscowość nosiła nazwę Alt Boyen.
W latach 1934–1954 i 1973–1976 miejscowość była siedzibą gminy Stare Bojanowo. W latach 1975–1998 miejscowość administracyjnie należała do województwa leszczyńskiego.

## Parafia

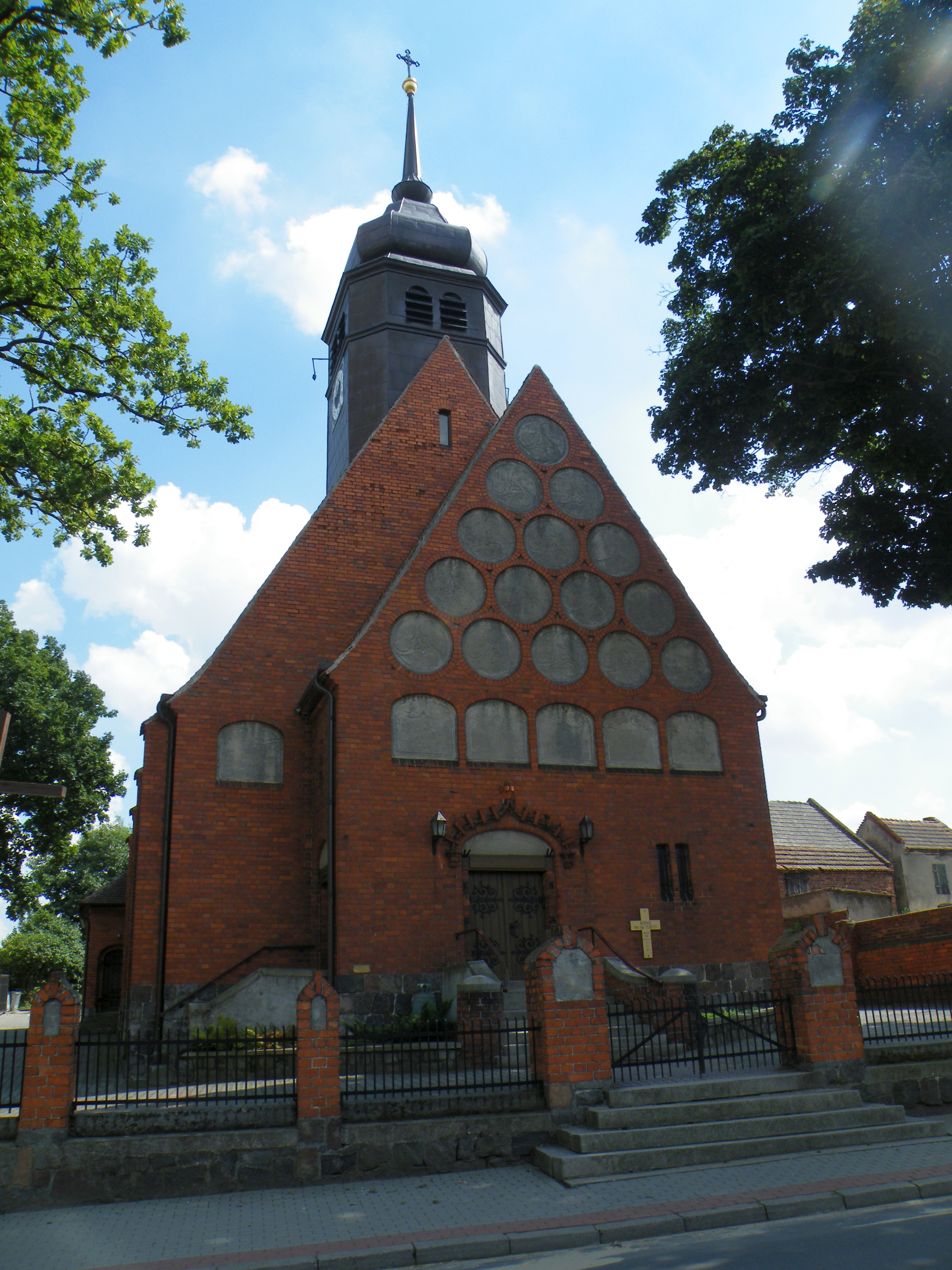
Kościół św. Teresy od Dzieciątka Jezus. Neogotycka budowla wzniesiona w 1905 r.

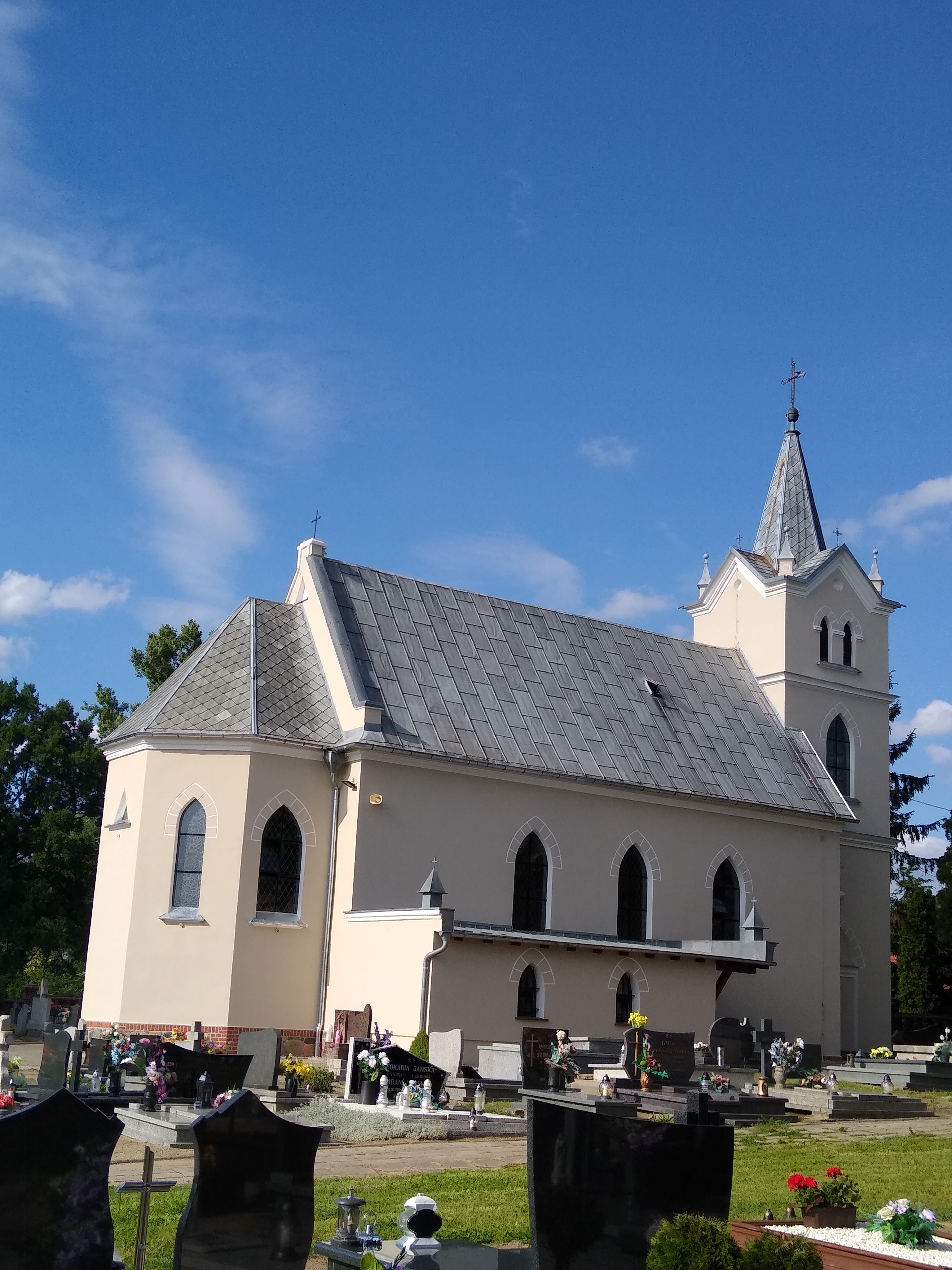
Kościół pw. Św. Bartłomieja w Starym Bojanowie

Parafia rzymskokatolicka, wzmianka w 1389 roku, w XIV wieku była jednowioskowa. Kościół św. Bartłomieja, który pierworodnie był drewniany, jest zapewne z XIV lub XV wieku. W XVI wieku był w posiadaniu protestantów, którzy w 1615 roku zwrócili go katolikom. Dzięki staraniom generała Karola Bojanowskiego w 1738 roku kościół ten został odrestaurowany. Obecny murowany w stylu neogotyckim jest z 1849, natomiast wieża z 1900 roku.
Kościół św. Teresy od Dzieciątka Jezus został zbudowany w 1905 roku, w stylu neogotyckim, jest poewangelicki. Od 1945 roku kościół filialny, pełni rolę parafialnego.

## Przyroda i zabudowa
Przy szosie do Spławia, od skraju Starego Bojanowa znajduje się aleja jesionowa. Jesiony są wyniosłe rosną na długości ok. 1500m, mają obw. 150–230 cm i wys. ok. 18-20 m, około 10% drzew jest usychających. Na polach wsi odkryto cmentarzysko z okresu kultury łużyckiej, obecnie brak śladu po wykopaliskach. We Wsi znajduje się dawny dwór z XIX/XX wieku z parkiem, w którym znajdują się okazy lipy drobnolistnej.
Przy ulicy Głównej 73 znajduje się figura przydrożna. Na nowszej kolumnie wys. ok. 2,8 m stoi rzeźba Matki Boskiej z Dzieciątkiem (z XIX w.), kamienna, wys. ok. 1,2 m. We wsi znajduje się kapliczka przydrożna, wzniesiona w 1862 roku. Słupowa murowana, otynkowana. W prześwicie znajduje się metalowy krucyfiks. Na cokole jest data 1862 i monogram AW JW.
Na ul. Krętej 2 znajduje się dom mieszkalny, zbudowany w 1932 roku (data w szczycie), na rzucie prostokąta, murowany, częściowo otynkowany, parterowy z mieszkalnym poddaszem. W elewacji frontowej znajduje się weranda, mad która jest taras. Dach mansardowy kryty dachówką.
Przy ulicy Krętej nr 14 znajduje się dom mieszkalny, zbudowany około XIX wieku, na rzucie prostokąta, kalenicowy, murowany, otynkowany, parterowy, 5-osiowy. Nakryty jest dachem dwuspadowym, dachówką. 
Dom mieszkalny pod nr. 2 na ul. Szkolnej zbudowany został w 1900 roku, murowany, otynkowany, parterowy z mieszkalnym poddaszem. Nakryty jest dachem mansardowym, dachówką.
W rozległym ogrodzie na ul. Szkolnej 2 rośnie dąb szypułkowy o obwodzie 305 cm i wys. ok. 25 m.
Na ulicy Szkolnej 4 znajduje się dom mieszkalny, zbudowany w początku XX wieku, na klinkierowej podmurówce, murowany z cegły, nieotynkowany. Naroża ma boniowane, okna ujęta w obramienia. Budynek jest parterowy z mieszkalnym poddaszem, nakryty dachem dwuspadowym, dachówką.
Na frontowej ścianie budynku Szkoły im. Powstańców Wielkopolskich - pomnika Tysiąclecia Państwa Polskiego (ul. Szkolna 6), znajduje się tablica upamiętniająca ten fakt, wykonana z piaskowca, ufundowana przez PGR.
Przez Stare Bojanowo, przebiega szlak żółty biegnący z Błotkowa do Kościana.
W centrum wsi znajduje się stacja kolejowa PKP, łącząca linię normalnotorową Poznań - Wrocław i linię wąskotorową Stare Bojanowo - Śmigiel - Śniaty - Wielichowo (kolej wąskotorowa, część Śmigielskiej Kolei Dojazdowej). 
Przy ulicy Dworcowej mieści się stacja kolejowa PKP. W Starym Bojanowie znajduje się również odremontowany środkami z UE Dom Wiejski (ul. Główna). Przy ulicy Głównej 28, 64-040 znajduje się Poczta Polska.
Przy wjeździe do Starego Bojanowa ze strony Śmigla znajduje się boisko sportowe, którym opiekuje się Ludowy Uczniowski Klub Sportowy (LUKS)

## Lista zabytków ze Starego Bojanowa
- Tory kolejki wąskotorowej
- Kościół św. Bartłomieja
- Kościół św. Teresy od Dzieciątka Jezus
- Dwór Gernothów z XIX/XX w.
- Dom z XX w.